# Gotfredo Thaler

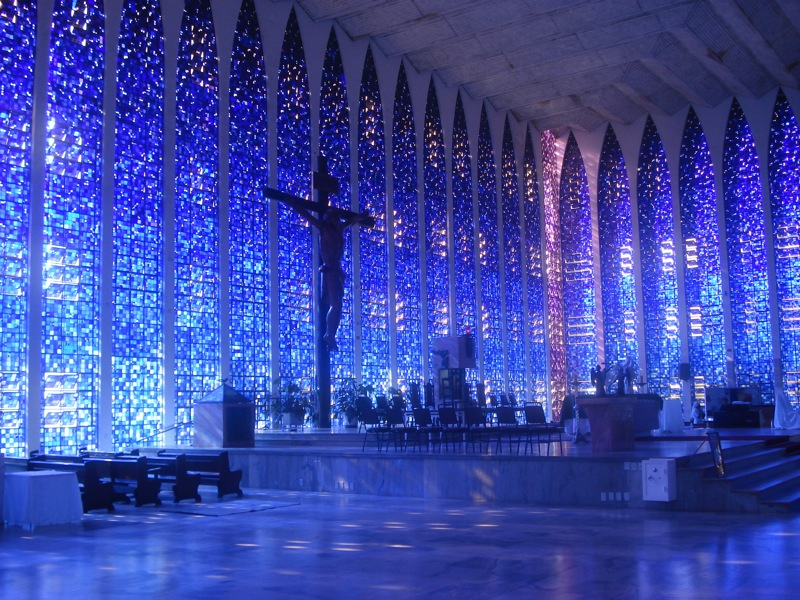
Kruzifix in der Kathedrale Don Bosco in Brasília

Gotfredo (Gottfried) Thaler (* 1. Februar 1940 in Dreizehnlinden; † 14. November 2012 ebenda) war ein brasilianischer Schnitzer.
Thaler erlernte das Schnitzerhandwerk von seinem Vater Andrä Thaler, der ihn auch tatkräftig unterstützte. Dessen Vater war der Koloniegründer Andreas Thaler. Schon in seiner Schulzeit begann er aus Araukarienknoten – der Verankerung der Äste im Stamm der Araukarien – Christusköpfe zu schnitzen. Im Jahr 1967 ging er nach Österreich, um sich weiterzubilden. Zurückgekehrt nach Dreizehnlinden, stellte er Skulpturen in Lebensgröße dar. Im Jahre 1970 schnitzte er sein wohl bekanntestes Werk, ein acht Meter hohes Kruzifix aus einem ganzen Zedernblock, die Christusfigur hat eine Höhe von 4,3 Metern. Dieses Werk wurde in der Kathedrale des Santuário Dom Bosco in Brasilia, anlässlich des „Nationalen Kirchenkongress“  aufgestellt, und ist dort zu besichtigen.  